# Frieda Fromm-Reichmann
Pour les articles homonymes, voir Reichmann.
Frieda Fromm-Reichmann, née à Karlsruhe en grand-duché de Bade en 1889, morte en 1957 à Rockville dans le Maryland, aux États-Unis, est un médecin et psychanalyste américain d'origine allemande.

## Biographie
Frieda Fromm-Reichmann a été analysée par Hanns Sachs. Elle a travaillé à l'Institut psychanalytique de Francfort (qu'elle a contribué à créer) et à Dresde, dans un sanatorium dirigé par Johannes Heinrich Schultz. Elle est la première analyste d'Erich Fromm, qu'elle épouse. Fuyant l'Allemagne nazie, elle s'exile en France, en Palestine mandataire, puis finalement aux États-Unis.
Logée dans le cottage aujourd'hui appelé Frieda Fromm-Reichmann Cottage, elle codirige avec Harry Stack Sullivan la clinique Chestnut Lodge, où elle approfondit ses conceptions sur la communication des psychotiques. Elle est connue pour avoir développé ses talents pour surmonter les difficultés du transfert des psychotiques (et ainsi leur permettre une relative guérison).

## Réception critique
D'après Le Livre noir de la psychanalyse certains psychanalystes attribuent la schizophrénie aux parents sans en apporter la preuve, notamment Frieda Fromm-Reichmann qui emploie l'expression « mère schizophrénogène ».

## Publications
- Principes de psychothérapie intensive, Érès, 1999  (ISBN 2865867528)

## Compléments

### Postérité
Une ancienne patiente, Joanne Greenberg, a évoqué son traitement lorsqu'elle était schizophrène dans le livre I never promised you a rose garden, d'où est tiré le film réalisé en 1977 Jamais je ne t'ai promis un jardin de roses, avec Kathleen Quinlan, Bibi Andersson, Dennis Quaid, Clint Howard et Mel Gibson.